# Smalvos šlapžemių kompleksas
Smalvos šlapžemių kompleksas este o arie protejată (arie de protecție specială avifaunistică — SPA) din Lituania întinsă pe o suprafață de 538 ha, integral pe uscat.

## Localizare
Centrul sitului Smalvos šlapžemių kompleksas este situat la coordonatele 55°37′34″N 26°28′34″E / 55.6261°N 26.4761°E.

## Înființare
Situl Smalvos šlapžemių kompleksas a fost declarat arie de protecție specială avifaunistică în aprilie 2004 pentru a proteja 9 specii de animale.

## Biodiversitate
Situată în ecoregiunea boreală, aria protejată nu include niciun habitat protejat.
La baza desemnării sitului se află mai multe specii protejate de  păsări (9): buhai de baltă (Botaurus stellaris), chirighiță neagră (Chlidonias niger), barză albă (Ciconia ciconia), erete de stuf (Circus aeruginosus), erete cenușiu (Circus pygargus), cocor (Grus grus), sfrâncioc roșiatic (Lanius collurio), cresteț pestriț (Porzana porzana), cocoșul de mesteacăn (Tetrao tetrix tetrix).